# Ronny Arendt
Ronny Arendt (* 24. November 1980 in Bad Muskau, DDR) ist ein ehemaliger deutscher Eishockeyspieler, der zwölf Jahre lang für die Adler Mannheim in der Deutschen Eishockey Liga (DEL) aktiv war und in dieser Zeit zweimal Deutscher Meister wurde. Aufgrund seiner Verdienste um den Verein wird seine Trikotnummer #57 bei den Adlern nicht mehr vergeben.

## Karriere

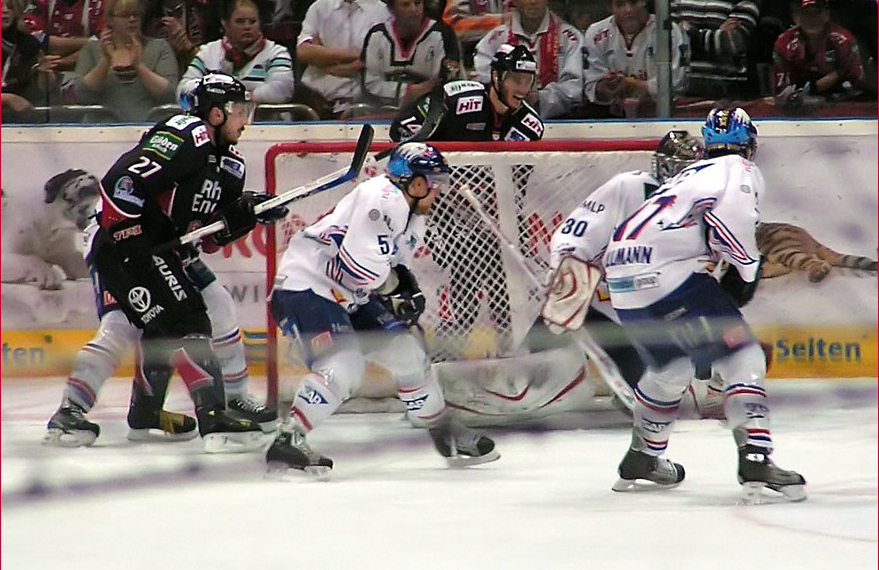
Ronny Arendt (Mitte) im Trikot der Adler Mannheim

Ronny Arendt stammt aus dem Nachwuchs des ES Weißwasser, für die er in der Saison 1998/99 sein Debüt in der Bundesliga gab. Nach zwei weiteren Jahren in Deutschlands zweiter Spielklasse für den Iserlohner EC und Weißwasser wechselte der Flügelstürmer zur Saison 2001/02 zu den Berlin Capitals in die Deutsche Eishockey Liga (DEL). Aufgrund der Insolvenz der Capitals im Sommer 2002 musste sich der Linksschütze jedoch schon bald einen neuen Verein suchen, den er schließlich in den Augsburger Panthern fand. Nachdem die Panther in der Saison 2003/04 die Play-offs verpasst hatten, wurde Arendt für die Endrunde an die Ours de Villard-de-Lans aus der französischen Ligue Magnus ausgeliehen und kehrte anschließend nach Bayern zurück.
Arendt wechselte im Sommer 2005 nach drei Spielzeiten in Augsburg zu den Adler Mannheim, mit denen der Angreifer nach kleineren Startschwierigkeiten in der Saison 2006/07 den Deutschen Eishockey-Pokal sowie die Deutsche Meisterschaft gewinnen konnte. Im Januar 2011 verlängerte er seinen Vertrag bis 2013 bei den Adler Mannheim. 2013 verlängerte er seinen Vertrag bei den Adlern erneut und gewann in der Spielzeit 2014/15 eine weitere Meisterschaft mit dem Team. Nach der Saison 2016/17 beendete er seine Karriere nach 689 DEL-Spielen für die Adler, in denen er 283 Scorerpunkte sammelte.

### International
Als Nachwuchsspieler nahm Arendt an der U18-Junioren-B-Europameisterschaft 1998 teil. Mit der U20-Nationalmannschaft fuhr er zu zwei B-Weltmeisterschaften. Zwischen 2003 und 2007 wurde er mehrfach für die A-Nationalmannschaft nominiert, für die großen internationalen Turniere aber nicht berücksichtigt.

## Erfolge
- 1998 Gewinn der U18-Junioren-B-Europameisterschaft
- 2007 Deutscher Pokalsieger mit den Adler Mannheim
- 2007 Deutscher Meister mit den Adler Mannheim
- 2015 Deutscher Meister mit den Adler Mannheim

## Karrierestatistik

### International
Vertrat Deutschland bei:
- U18-Junioren-B-Europameisterschaft 1998
- U20-Junioren-B-Weltmeisterschaft 1999
- U20-Junioren-B-Weltmeisterschaft 2000

(Legende zur Spielerstatistik: Sp oder GP = absolvierte Spiele; T oder G = erzielte Tore; V oder A = erzielte Assists; Pkt oder Pts = erzielte Scorerpunkte; SM oder PIM = erhaltene Strafminuten; +/− = Plus/Minus-Bilanz; PP = erzielte Überzahltore; SH = erzielte Unterzahltore; GW = erzielte Siegtore; 1 Play-downs/Relegation; Kursiv: Statistik nicht vollständig); 2 inklusive „Bundesliga“ (1998–1999)